# Alberto Blanco (sollevatore)
Alberto Blanco-Fernández (17 febbraio 1950) è un ex sollevatore cubano medagliato olimpico e mondiale che ha gareggiato nelle categorie dei pesi medio-massimi (fino a 90 kg) e dei pesi massimi primi (fino a 100 kg).

## Carriera
Alberto Blanco-Fernández ebbe la sua prima affermazione internazionale ai VII Giochi Panamericani di Città del Messico del 1975, vincendo la medaglia d'argento nei pesi medio-massimi. Un anno dopo prese parte alle Olimpiadi di Montréal 1976 terminando la gara al 6º posto finale con 345 kg nel totale.
Nel 1977 vinse la medaglia di bronzo ai Campionati mondiali di Stoccarda con 355 kg nel totale, dietro al sovietico Sergej Poltorackij (375 kg) ed al tedesco occidentale Rolf Milser (370 kg).
Nel 1979 passò alla categoria superiore dei pesi massimi primi conquistando la medaglia d'oro agli VIII Giochi Panamericani di San Juan, Porto Rico. Qualche mese dopo ottenne un'altra medaglia di bronzo ai Campionati mondiali di Salonicco con 372,5 kg nel totale, battuto dal sovietico Pavel Syrčin (385 kg) e dall'ungherese János Sólyomvári (anch'egli 385 kg.).
L'anno seguente Alberto Blanco-Fernández partecipò alle Olimpiadi di Mosca 1980, dove riuscì a salire sul podio ancora con la medaglia di bronzo, ottenuta sollevando 385 kg nel totale, alle spalle del cecoslovacco Ota Zaremba (395 kg) e del sovietico Igor' Nikitin (392,5 kg). In quell'anno la competizione olimpica era valida anche come Campionato mondiale.